# Stéphan Caussarieu
Pour les articles homonymes, voir Caussarieu.
Stéphan Caussarieu est un musicien français né en 1957. Il est l'ancien batteur du groupe de rock progressif français Taï Phong, entre 1974 et 2000.

## Biographie
Stéphan Caussarieu commence à jouer de la batterie à 13 ans. Trois ans plus tard il obtient son premier contrat professionnel avec le Club Méditerranée. Inscrit à l'école de batterie Agostini (Paris), il en sortira diplômé quelque temps plus tard.

### Période Taï Phong
Fin 1974, il intègre une formation dans laquelle joue Jean-Jacques Goldman et qui s'appellera bientôt Taï Phong. Sortie du 1er album et un succès retentissant tant pour le titre Sister Jane que pour le reste du disque où le jeu de batterie de Stéphan explose littéralement sur certains titres comme Crest, Going Away, ou se fait plus mélancolique comme dans Fields of Gold.
En 1976 sort le deuxième album Windows et c'est encore un coup gagnant pour le groupe. En parlant de Stéphan voilà ce qu'écrit Jean-Marc Bailleux dans Rock & Folk à propos de sa performance dans The Gulf of Knowledge : 
« La batterie est entrée, encore discrète ; le reste s'estompe, et l'on pense aux cymbales de Robert Wyatt et aux toms de Nick Mason ; et ca commence, ce que vous n'avez jamais entendu auparavant : un son de batterie inouï pour un solo qui renverse les convenances. La guitare sèche fait la rythmique, le mellotron harmonise, et la dessus la batterie joue. Un son et un style secs, rauques, riches ; de la batterie qui vit, enregistrée en une seule prise. »
Malheureusement Jean-Jacques Goldman n'est pas à l'aise sur scène, le groupe ne tourne pas assez, ce qui provoque des ruptures. Stéphan joue d'ailleurs aussi avec d'autres artistes et dans d'autres styles (Alan Stivell en 1977 par exemple). Michael Jones remplace Jean-Jacques sur scène et enregistrera le troisième album avec eux. D'ailleurs Jean-Jacques l'appellera quelques années plus tard pour l'accompagner sur scène.
Dans le troisième album Last Flight, Stéphan signe une des compositions les plus longues et les plus abouties : A Farewell Gig in Amsterdam, très apprécié par la critique, où l'on entend bien son attachement au mélange des genres. Mais le groupe se sépare après ce disque (1979-1980).

### Carrière solo
Stéphan Caussarieu multiplie alors les expériences musicales tant dans le jazz que dans le rock et signe chez Barclay en 1983, puis Vogue en 1986 (disques maintenant introuvables). C'est à cette période qu'il enregistre sa composition I'm Your Son qu'il chante avec Jean-Jacques Goldman avec qui il était toujours en contact et Khanh l'ex guitariste de Taï Phong. Le label abandonne l'idée d'un album, et il faudra attendre 10 ans pour que Stéphan repropose à Khanh ce 4e album, chacun composant la moitié des titres (Everything's Wrong, Now I Know, Lady Love, Last Friend par Stéphan Caussarieu ; Rainy Night In Saïgon, Lisa, Sister Jane, Fly Away par Khanh Maï).
L'album prendra un des morceaux de Stéphan comme titre : Sun. Et les bonnes critiques sont au rendez-vous comme celle de Alain Gozzo de Batteur Magazine : 
« [...] musique rappelant quelquefois Alan Parsons Project, ce disque sait vous capter, vous emmener vers des horizons électriques qui vous font parfois dresser le poil. Arrangements parfaits, son terrible, mélodies très réussies, vocaux superbes. [...]. Côté batterie, son jeu sert à merveille la musique. [...]. L'homme a de multiples talents puisqu'il joue aussi des percussions et des claviers, et qu'il chante. Dieu que je l'envie... »
Mais sans véritable promo, le disque s'épuise dans les bacs, Stéphan et Khanh sont fatigués, épuisés, ce qui entraîne la fin de Taï Phong, car pour Stéphan, il semble impossible vis-à-vis du public de rejouer sous le nom de son ancien groupe en étant le seul rescapé.
En 2001, il se pose à Marseille ou il ouvre son école de batterie.
Se retrouvant seul, Stéphan décide de composer de nouveaux titres et de se trouver un pseudonyme en clin d'œil et référence à son passé et à son prénom : T.PHAN. Il enregistre ces titres entre 2007 et 2009 et signe chez Musea l'album Last Warrior.
Sa nouvelle maison de disques a déclaré : 
« Le nouveau projet du batteur historique de Taï Phong, [...], celui-ci ravira les fans de la première heure. [...]. On y retrouve des mélodies imparables, quelques beaux soli de guitare, une touche jazz-rock fusion fort réjouissante, [...], des séquences instrumentales de toute beauté... Mais aussi, et c'est plus surprenant, quelques passages plus sombres et expérimentaux. Bref, voici sans doute les ingrédients nécessaires pour un retour gagnant! »
L'album est très bien accueilli par la presse: une musique des plus originales, jouée autant avec le coeur qu'avec les tripes (Zicazik)                  
Cet album est certainement un des dix meilleurs albums que j'ai écouté cette année. (John o'Boyle. Dprp cd reviews)
En 2015/16 il compose et enregistre son nouvel album ''SOON" ( Muséa) de plus en plus orienté vers un métissage des genres,
une fusion, qui prend toute son ampleur sur scène avec ses musiciens...Dailleurs le groupe tourne de plus en plus sous 
le nom de ''T.PHAN fusion''

## Discographie

### Avec Taï Phong
- 1975 : Taï Phong
- 1976 : Windows
- 1979 : Last Flight
- 1986 : I'm Your Son (single)
- 2000 : Sun

### En Solo
- 1983 : Nights and Days
- 1985 : Taxi de Nuit
- 1987 : Même si tu m'aimes
- 1990 : Oum Kalthoum (single chanté par elia renoir)
- 2009 : Last Warrior
- 2016:Soon